# 1. općinska nogometna liga Virovitica 1979./80.
1. općinska nogometna liga Virovitica (I. općinska nogometna liga Virovitica) za sezonu 1979./80. je bila liga sedmog stupnja nogometnog prvenstva Jugoslavije. 
 
Sudjelovalo je 12 klubova, a prvak je bilo "Bratstvo" iz Gornjeg Bazja. 

## Ljestvica
| mj. | klub                     | ut. | pob. | ner. | por. | gol+ | gol- | bod | bod- |
| --- | ------------------------ | --- | ---- | ---- | ---- | ---- | ---- | --- | ---- |
| 1.  | Bratstvo Gornje Bazje    | 22  | 18   | 2    | 2    | 69   | 33   | 38  |      |
| 2.  | Omladinac Korija         | 22  | 15   | 4    | 3    | 74   | 36   | 34  |      |
| 3.  | Bilogora Špišić Bukovica | 22  | 15   | 2    | 5    | 68   | 36   | 32  |      |
| 4.  | Podravac Orešac          | 22  | 8    | 6    | 8    | 48   | 50   | 22  |      |
| 5.  | Podgorje                 | 22  | 9    | 3    | 10   | 34   | 46   | 21  |      |
| 6.  | Milanovac                | 22  | 8    | 4    | 10   | 48   | 48   | 20  |      |
| 7.  | Slavonac Pčelić          | 22  | 9    | 4    | 9    | 44   | 40   | 18  | -4   |
| 8.  | Bratstvo Borova          | 22  | 7    | 4    | 11   | 44   | 54   | 18  |      |
| 9.  | Sloboda Ovčara           | 22  | 6    | 6    | 10   | 45   | 60   | 18  |      |
| 10. | Dinamo Kapela Dvor       | 22  | 7    | 3    | 12   | 48   | 69   | 17  |      |
| 11. | Jedinstvo Gradina        | 22  | 6    | 4    | 12   | 45   | 55   | 16  |      |
| 12. | Tehničar Cabuna          | 22  | 1    | 4    | 17   | 25   | 73   | 6   |      |

- Gornje Bazje – piše se i kao Gornje Bazije
- Ovčara, skraćeno za Ovčara Suhopoljska – danas dio naselja Suhopolje

## Rezultatska križaljka
| kratica | klub                     | BIL | BRAB | BRAGBB | DIN | JED | MIL | OML | PODG | PODR | SLA | SLO | TEH |
| --- | ------------------------ | --- | ---- | ------ | --- | --- | --- | --- | ---- | ---- | --- | --- | --- |
| BIL | Bilogora Špišić Bukovica |     |      |        |     |     |     |     |      |      |     |     |     |
| BRAB | Bratstvo Borova          |     |      |        |     |     |     |     |      |      |     |     |     |
| BRAGB | Bratstvo Gornje Bazje    |     |      |        |     |     |     |     |      |      |     |     |     |
| DIN | Dinamo Kapela Dvor       |     |      |        |     |     |     |     |      |      |     |     |     |
| JED | Jedinstvo Gradina        |     |      |        |     |     |     |     |      |      |     |     |     |
| MIL | Milanovac                |     |      |        |     |     |     |     |      |      |     |     |     |
| OML | Omladinac Korija         |     |      |        |     |     |     |     |      |      |     |     |     |
| PODG | Podgorje                 |     |      |        |     |     |     |     |      |      |     |     |     |
| PODR | Podravac Orešac          |     |      |        |     |     |     |     |      |      |     |     |     |
| SLA | Slavonac Pčelić          |     |      |        |     |     |     |     |      |      |     |     |     |
| SLO | Sloboda Ovčara           |     |      |        |     |     |     |     |      |      |     |     |     |
| TEH | Tehničar Cabuna          |     |      |        |     |     |     |     |      |      |     |     |     |
| |                          |     |      |        |     |     |     |     |      |      |     |     |     |
| podebljan rezultat - utakmice od 1. do 11. kola (1. utakmica između klubova) rezultat normalne debljine - utakmice od 12. do 22. kola (2. utakmica između klubova) rezultat nakošen - nije vidljiv redoslijed odigravanja međusobnih utakmica iz dostupnih izvora rezultat smanjen * - iz dostupnih izvora nije uočljiv domaćin susreta prekrižen rezultat - poništena ili brisana utakmica p - utakmica prekinuta 3:0 p.f. / 0:3 p.f. - rezultat 3:0 bez borbe n.i. - nije igrano |                          |     |      |        |     |     |     |     |      |      |     |     |     |

 Izvori: